# 240-es busz (Miskolc)
A miskolci 240-es jelzésű autóbuszvonal a Repülőtér / BOSCH és a Mechatronikai Park között húzódó helyi vonal, amelyet a Miskolc Városi Közlekedési Zrt. üzemeltet.

## Története
Az MVK Zrt. 2016. október 17-én indított új járatot a repülőtér és a Mechatronikai Ipari Park között 240-es jelzéssel. A Mechatronikai Parkot korábban is el lehetett érni tömegközlekedéssel, a 24-es busz egyes járatai a Mechatronikai Park és a Szinvapark között közlekedtek, a 240-es busz indulásával ezeket az indulásokat meg is szüntették.
2023. október 14-től az ipari park kérésére nem érinti a Mechatronikai Park végállomást.

## Útvonala
| Repülőtér / BOSCH ⇒ Mechatronikai Park                                                                  | Mechatronikai Park ⇒ Repülőtér / BOSCH                                                       |
| --- | -------------------------------------------------------------------------------------------- |
| - Repülőtér / BOSCH - Repülőtéri utca - Dr. Cselényi József utca - Kozák Imre utca - Mechatronikai Park | - Mechatronikai Park - Kozák Imre utca - Repülőtéri út - Repülőtéri utca - Repülőtér / BOSCH |

## Megállóhelyei
| 0 | Repülőtér / BOSCH végállomás           | 5 | 3, 3A, 8, 12G, 14, 14G, 20, 24, 36, 54, 914 |
| 1 | Repülőtér megállóhely                  | 3 | 8                                           |
| 2 | Mechatronikai Park, nyugat             | ∫ |                                             |
| ∫ | Mechatronikai Park, főkapu             | 1 |                                             |
| 4 | Mechatronikai Park, központ végállomás | 0 |                                             |